# Andijk
Andijk est un village et une ancienne commune néerlandaise, en province de Hollande-Septentrionale, dans la région de Frise-Occidentale.

## Historique
Le nom Andijk vient de la digue, un quartier avait une administration pour les villages voisins. Pendant l'occupation française, par un décret impérial du 21 octobre 1811, Andijk est devenu une municipalité indépendante le 1er janvier 1812 . 
Depuis le 1er janvier 2011, Andijk fait partie de la commune de Medemblik. Le dernier maire de la municipalité était Andijk Astrid Streumer.

## Économie
Andijk a un sol argileux et fertile en agriculture et horticulture : chou-fleur, bulbe et de pommes de terre et plusieurs grandes usines de transformation sont implantées. L'une des principales sources de revenus est le tourisme. Les raisons sont nombreuses activités nautiques et la présence de campings et bungalows « Il Grootslag ». Andijk, par la présence de la station d'approvisionnement en eau, Juliana, a également un important fournisseur de l'eau potable pour une grande partie de la province de Hollande-Septentrionale.

## Essai Polder
Un essai de 40 hectares, le Polder pilote Andijk a été construit en 1926 - 1927 ; il est conquis sur le Zuiderzee et a servi de prototype pour les travaux du Zuiderzee. Maintenant, cette zone sert de quartier résidentiel. Ce polder est important pour la ville, comme en témoigne le fait qu'il est cité dans son hymne.

## Notes et références

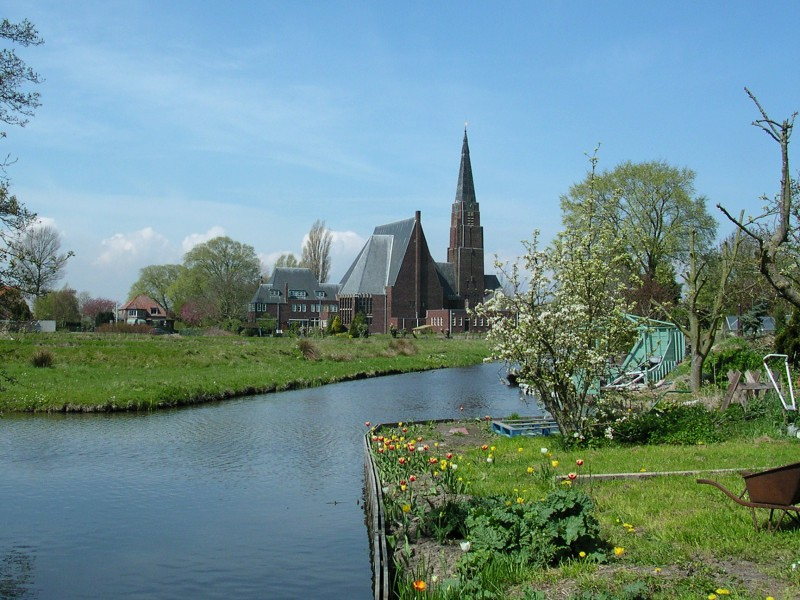
Vue d'une des églises